# 戴明說
戴明說（1609年—1686年），字道默，號定圃、巖犖、定園先生，北直隸滄州人。明末清初政治人物、畫家。明崇禎甲戌進士，清順治年間官至戶部尚書。

## 生平
天啓七年（1627年）丁卯科举人，崇禎七年（1634年）甲戌科進士。八年授户部陜西司主事，管通州大运河仓。十二年改官吏科給事中，巡视西城四门，历禮科左给事中。李自成入北京，任工諫議（給事中）。繼而降清，續任給事中。歷升太常寺少卿、太常寺卿、刑部侍郎等職。順治十二年（1655年）擢戶部尚書，次年被降職。康熙 二十五年（1686年）丙寅七月十二日戌时卒，年七十八岁。

## 成就

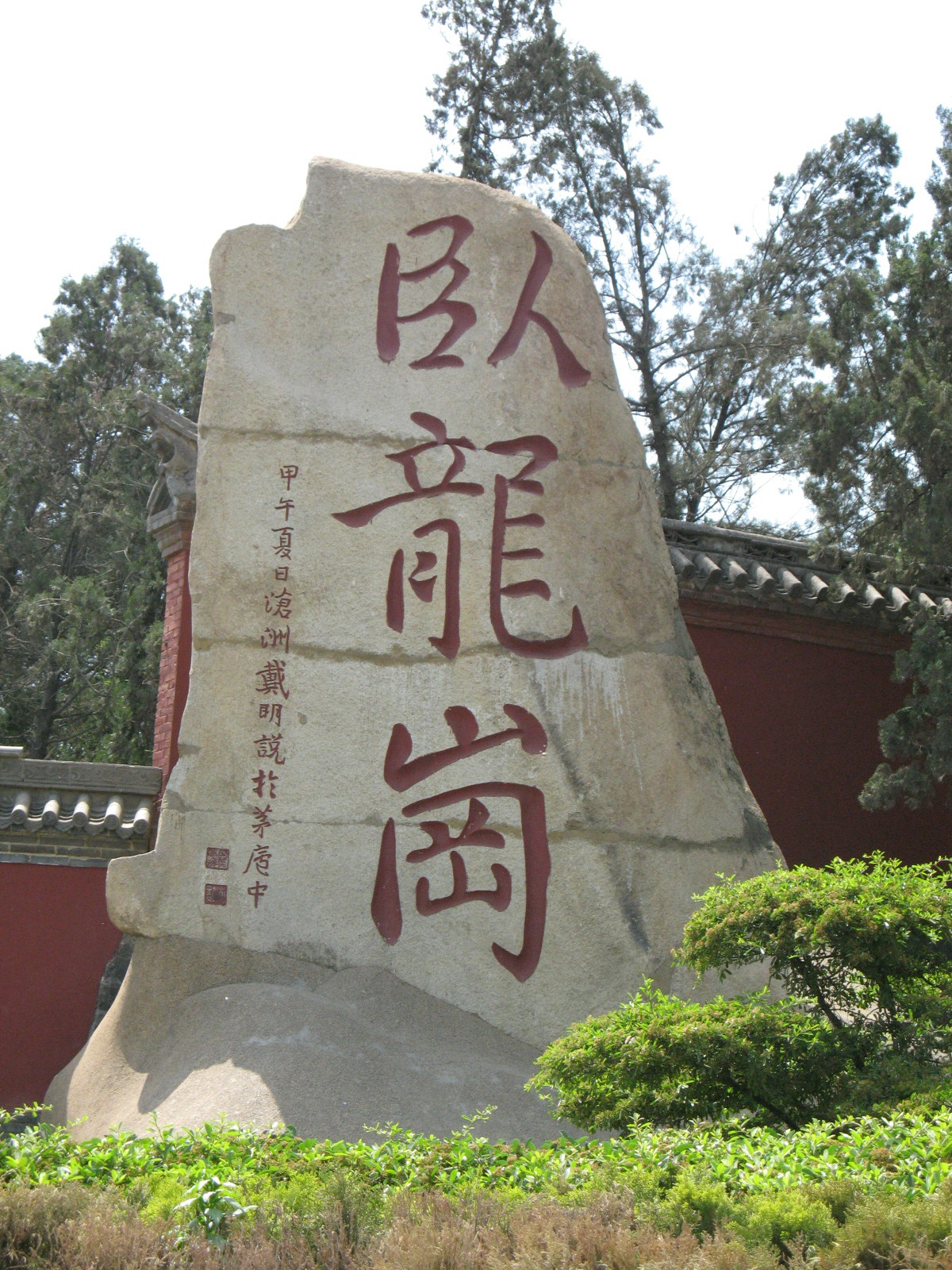
南阳武侯祠戴明说题写之“卧龙岗”石碑

戴明說工書畫，尤其精於山水。王铎评其書法“博大奇奥，不让古人”。

## 家族
曾祖戴才，甲辰進士，太子少保兵部尚书赐祭葬。祖戴绍科，陕西苑马寺少卿。父戴世愈，增广生。子戴王纶，顺治乙未榜眼；戴王缙，顺治戊戌進士。

## 外部連結
- 戴明說 （页面存档备份，存于）

| 官衔          | 官衔                                                                              | 官衔          |
| ------------- | --------------------------------------------------------------------------------- | ------------- |
| 前任： 陳之遴 | 戶部漢尚書 順治十二年三月戊子－順治十三年四月己酉 （1655年4月9日－1656年4月24日） | 繼任： 孫廷銓 |